# Pode me chamar de Francisco
Pode me chamar de Francisco é uma websérie produzida pela Netflix sobre a vida de Jorge Bergoglio até o momento em que este se tornou o Papa Francisco. A série tornou-se disponível ao público em dezembro de 2016.
Foi escrita e dirigida pelo italiano Daniele Luchetti.
Rodrigo de La Serna e Sergio Hernandez interpretam o personagem principal em diferentes fases da vida.